# 안광찬
안광찬(安光瓚, 1946년 7월 20일 ~ , 충북 괴산)은 대한민국의 군인이다.

## 학력
- 경복고등학교 졸업
- 육군사관학교 학사
- 육군보병학교 졸업
- 미국 육군지휘참모대학교
- 미국 미시간 대학교 대학원 행정학 석사
- 동국대학교 대학원 법학박사

## 경력
- 1969년 : 육사 25기 졸업 대표화랑 및 연대장 생도
- 1986년 : 육군본부 수도방위사령부 30경비단 경비단장
- 1990년 : 합동참모본부 작전본부 합동작전과장
- 1992년 : 합동참모본부 전략기획본부 군비전략조정관, 전략기획차장
- 1992년 : 남북핵통제 공동위원회 군사대표
- 1993년 : 육군본부 제2군사령부 정보처장
- 1995년 : 육군본부 제65보병 사단장
- 1996년 : 한미연합군사령부 작전참모차장 겸 부참모장, 유엔군사령부 군사정전위 수석대표
- 2003년 : 인하대학교 정치외교학과 객원교수
- 2003년 : 한나라당 국책자문위원
- 2004년 : 일본 방위청 방위연구소 연구위원
- 2004년 : 국방부 정책실장(정책홍보본부장)
- 2006년 : 국가비상기획위원회 위원장
- 2007년 : 하버드 케네디스쿨 연구원
- 2008년 : 대통령 외교안보 자문위원 겸 국가안보총괄 점검위원
- 2010년 : 인하대 초빙교수
- 2011년 : 건국대학교 산업대학원 석좌교수
- 2011년 : 청와대 국가위기관리실장(수석비서관급)
- 2013년 : 단국대학교 행정법무대학원 석좌교수
- 2014년 : 단국대학교 국가위기관리연구소 소장
- 2014년 : 구미대학교 석좌교수(겸)
- 2018년 : 단국대학교 국가위기관리연구소 고문

## 상훈
- 2008년: 황조근정훈장
- 보국훈장 천수장
- 보국훈장 삼일장
- 미국공로훈장(The Legion of Merit) 2회 수상
- 대통령표창